# Cryptopimpla rutilana
Cryptopimpla rutilana là một loài tò vò trong họ Ichneumonidae.